# Imperial Continental Gas Association

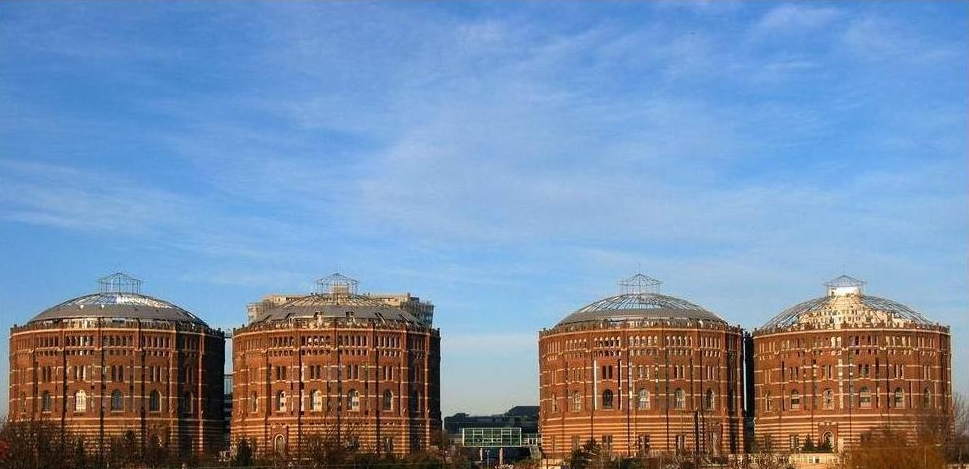
Les gazomètres de Vienne

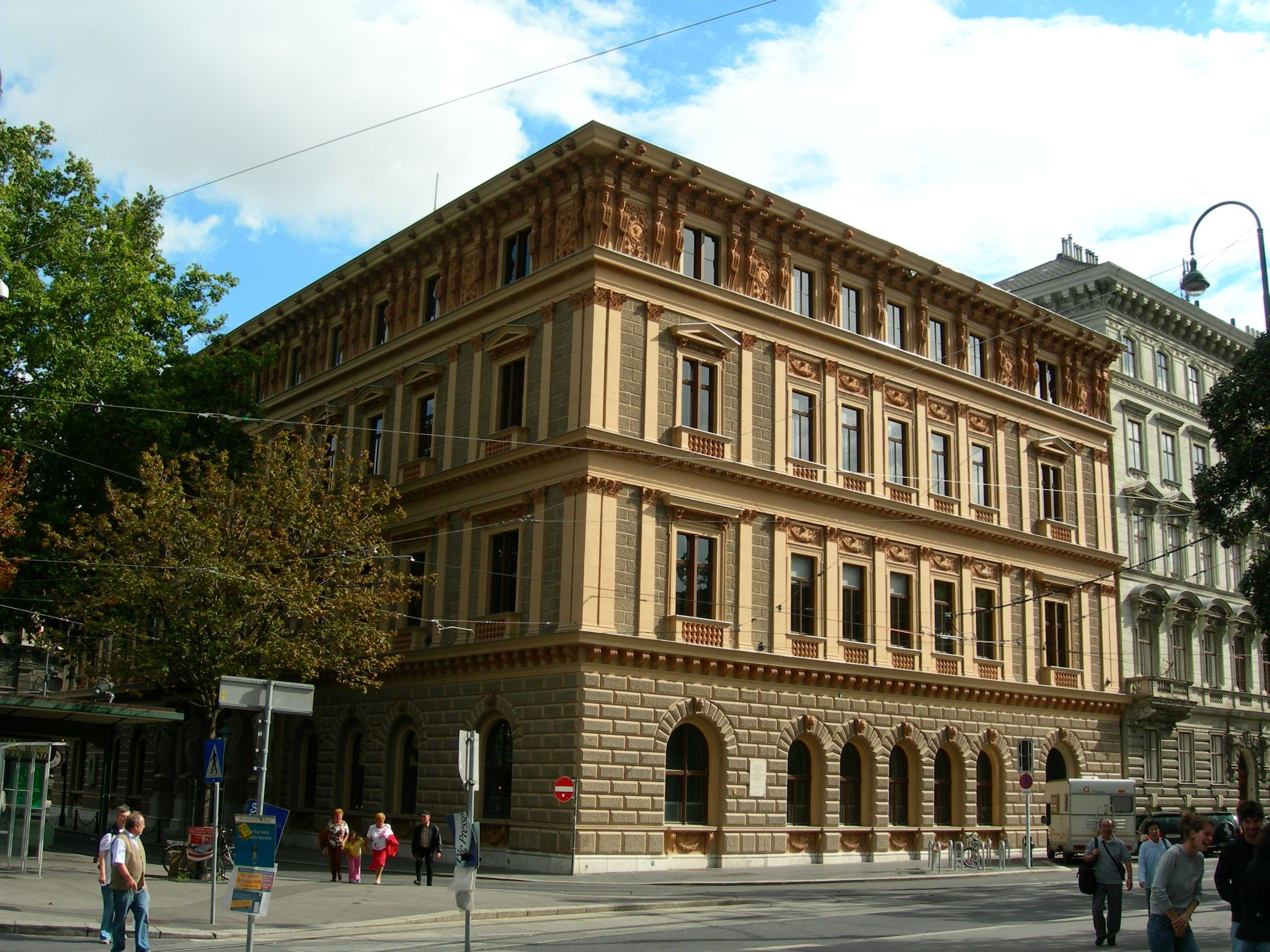
Palais Epstein, Dr Karl Renner - Ring 1-3

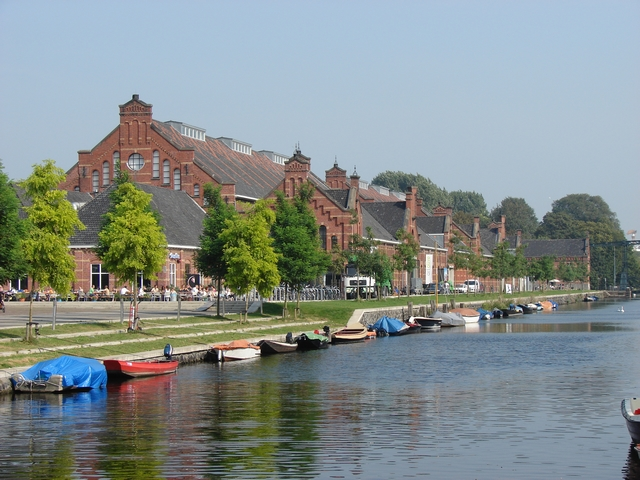
Westergasfabriek à Amsterdam

L'Imperial Continental Gas Association (ICGA) est une société constituée en 1824, en Angleterre, par Moïse Montefiore et certains de ses collègues basés à Londres pour établir les services de gaz dans les pays européens.

## Chronologie
- Entre 1785 et 1786, l'ingénieur Philippe Lebon invente le gaz d'éclairage en France. Ses travaux l'amènent à mettre en évidence les propriétés des gaz de distillation du bois. Sa Thermolampe trouve sa première application avec l'éclairage de la ville de Paris. Il installe pour la première fois ce système dans l'hôtel de Seigneley à Paris le 11 octobre 1801[3]
- 1792 : William Murdoch expérimente les lampes à gaz.
- En 1805 plusieurs fabriques de Birmingham, et entre autres celle de James Watt, sont éclairées au gaz par Frédéric-Albert Winsor et par William Murdoch.
- 1812 : Frédéric-Albert Winsor, fonde la Gas Light and Coke Company (aussi connue sous le nom de "Westminster Gas Light and Coke Company") qui produit du gaz et du coke. Elle était située sur la Horseferry Road dans le quartier londonien de Westminster. De celle-ci descend l'actuelle British Gas[4]. La société constituée par charte royale le 30 avril 1812, sous le sceau du roi George III du Royaume-Uni est la première à fournir Londres en gaz de charbon.

### L'Imperial Continental Gas Association
Aux alentours de 1820, divers groupes et société sont fondées dans le but d'équiper les grandes villes européennes. Le plus ancien de ces groupes, l'Imperial Continental Gas Association commence ses activités de distribution de gaz à Hanovre en 1825 et à Berlin en 1826. Au cours du XIXe siècle elle crée des usines à gaz à Anvers, Bruxelles, Berlin et Vienne, Amsterdam (la Westergasfabriek en 1883), Belgique(Distrigaz en 1928). 
Ses bureaux à Vienne, ouverts en 1873, étaient au palais Epstein. Les quatre énormes gazomètres de Vienne, achevée en 1899, restent l'œuvre architecturale de l'ICGA.
Pendant la Première Guerre mondiale les activités de l'ICGA à Berlin ont été nationalisées par le gouvernement allemand.
En 1969, la Société a acquis toutes les actions de groupe Calor (en). En 1987, la société s'est éclatée en Calor et Contibel (en) (maintenant détenue par Tractebel).

## Sociétés semblables
D'autres sociétés de ce type furent créées dans les années 1860-1870.
- 1862 : la Compagnie générale pour l'éclairage et le chauffage par le gaz  alias Gaz belge, devenue Electrobel en 1929, Tractebel en 1986 et Suez en 2003, créée à l'initiative du banquier bruxellois Joseph Oppenheim (1812-1884), démarre sur un marché déjà saturé et se constitue par rachat de société déjà existante en Belgique, en France, au Portugal et en Italie
- 1863 : Continental Gas & Water Cy
- la Compagnie générale française et continentale d'éclairage'
- 1879 : la Compagnie générale du gaz pour la France et l'étranger